# نبیشعه. (روستا)
 نبیشعه  به عربی ( النبیشعَة )، روستایی است در دهستان واقی از توابع استان استان صَنعاء در کشور یمن در شبه جزیره عربستان.

## جمعیت
جمعیت آن ( ۱۱۱) نفر (۱۱ خانوار) می‌باشد.